# Unitas Sciacca Calcio
L'Unitas Sciacca Calcio Soc. Coop. Sportiva Dilettantistica  nota anche come Unitas Sciacca Calcio o Sciacca Calcio, è una società calcistica Italiana con sede nella città di Sciacca, in provincia di Agrigento.
Il club attuale è erede del titolo sportivo della squadra fondata per la prima volta nel 1927, con il nome U.S. Sciacca.  La nuova compagine riunisce in essa diversi gruppi di dirigenti che negli ultimi anni si sono alternati alla guida delle varie formazioni locali, da cui la scelta del nome "Unitas".

## Storia

L'A.S. Sciacca 1937-1938, militante in Prima Divisione.

L'A.S. Sciacca 1938-1939, militante in Prima Divisione.

Nel suo primo anno di attività ottiene una promozione in Promozione, in cui resta per quattro anni a cui fanno seguito due retrocessioni consecutive.
Dal 1972 al 1983 fa campionati altalenanti fra Prima categoria e Promozione, quindi nel periodo 1983-1989 gioca sei campionati nell'Interregionale.
Dopo due campionati in Promozione, dal 1991 (anno in cui diventa A.S. Sciacca) al 1994 gioca tre campionati in Eccellenza; al termine del terzo ottiene la promozione nel Campionato nazionale dilettanti. Resta in tale categoria per sei stagioni, diventando S.C. Verdenero a seguito di un fallimento. 
Nel 2018 il club calcistico viene rifondato e ammesso in Prima Categoria e ottiene un'immediata doppia promozione che lo porta nella categoria Eccellenza.
Il 15 Gennaio 2025 vince per la prima volta nella sua storia la Coppa Italia regionale Eccellenza.

## Allenatori e presidenti
- 1947-1977...
- 1977-78  Simone Caruso
- 1978-79  Arnaldo Lucentini
- 1979-1982...
- 1982-83  Santino Annaro
- 1983-84  Matteo Carnevale
- 1984-85  Domenico Pulvirenti

 Egizio Rubino
- 1985-1988  Mauro Zampollini
- 1988-89  Giuseppe Grassotti (1ª-2ª)

 Ignazio Arcoleo (3ª-26ª) 
 Carmelo La Rocca (27ª-34ª) 
- 1989-90   Basilio Foti
- 1990-91  Giuseppe Vegna
- 1991-92  Gianni Napoli
- 1992-93  Lino De Petrillo
- 1993-96  Giovanni Oddo
- 1996-97  Totò Aiello

 Salvatore Vullo
- 1997-98  Mauro Di Cicco
- 1998-99  Stefano Francioni
- 1999-00  Giovanni Iacono
- 2000-01  Andrea Pensabene
- 2001-2004  Pierino Cantone
- 2004-2005   Filippo Foscari
- 2005-2006  Pierino Cantone
- 2006-2007  Salvatore Tummiolo (1ª-15ª)
 Vincenzo Piazza (16ª-26ª)
- 2007-2008  Vincenzo Piazza (1ª-14ª)
 Accursio Galenci (15ª-26ª)
- 2008-2009  Accursio Galenci (1ª-12ª)
 Michele Interrante (13ª-30ª)
- 2009-2013  Ettore Milanese
- 2013-2014  Ettore Milanese (1ª-20ª)
 Giuseppe Geraldi (21ª-30ª)
- 2014-2015  Ettore Milanese
- 2015-2016  Giovanni Maniscalco (1ª-20ª)
 Pippo Cortese (21ª-26ª)
- 2016-2017  Mario Putaggio (1ª-14ª)
 Alfredo Iaria (15ª-26ª)
- 2017-2018 ...
- 2018-2020  Vincenzo Piazza
- 2020-2021  Giuseppe Geraldi
- 2021-2022  Salvatore Crivello
- 2022-2023  Salvatore Brucculeri (1ª-28ª)
- Mario D'Ardes (29ª-30ª)
- 2023-2024  Calogero Bonfatto (1ª-4ª)
- Davide Boncore (5ª-12ª)
- Angelo Galfano (14ª-30ª)

- 1947-1986 ...
- 1986-1987  Calogero Russo
- 1987-1989  Carmelo Fauci
- 1989-1996  Onofrio Sabella
- 1996-2001  Enzo Segreto
- 2001-2006  Giuseppe Picone
- 2006-dic. 2009  Fabio Miraglia
- gen. 2010-ott. 2013  Ettore Milanese
- ott. 2013-2014  Franco Di Benedetto
- 2014-2015  Giovanni Liotta
- 2015-2016  Ezio Di Prima
- 2016-2017  Enrico Mercurio
- 2018-2020  Gaspare Bonsignore
- 2020-2023  Gioacchino Settecasi
- 2023-mag. 2024  Pasquale Bentivegna
- giu. 2024- ...   Ignazio Rizzuto

## Palmarès

### Competizioni regionali
- Promozione: 1

2019-2020 (girone A)
- Prima Categoria: 4

1973-1974 (girone E); 1978-1979 (girone D); 2007-2008 (girone B); 2018-2019 (girone A)
- Seconda Categoria: 1

1959-1960
- Coppa Italia Dilettanti Sicilia: 1

2024-2025

### Competizioni provinciali
- Terza Categoria: 1

2006-2007

## Statistiche e record

### Partecipazioni ai campionati
Campionati nazionali
| Livello | Categoria                       | Partecipazioni | Debutto   | Ultima stagione | Totale |
| ------- | ------------------------------- | -------------- | --------- | --------------- | ------ |
| 4º      | Promozione                      | 4              | 1948-1949 | 1951-1952       | 4      |
| 5º      | Campionato Interregionale       | 6              | 1983-1984 | 1988-1989       | 13     |
| 5º      | Campionato Nazionale Dilettanti | 5              | 1994-1995 | 1998-1999       | 13     |
| 5º      | Serie D                         | 2              | 1999-2000 | 2000-2001       | 13     |

### Partecipazioni alle coppe
Coppe nazionali
| Competizione         | Partecipazioni | Debutto   | Ultima stagione | Totale |
| -------------------- | -------------- | --------- | --------------- | ------ |
| Coppa Italia Serie D | 2              | 1999-2000 | 2000-2001       | 2      |

### Marcatori
- Gulino: 51 reti [5]

## Tifoseria

### Storia

Uno scatto dei gruppi ultras saccensi, Vecchia Guardia e Gruppo Lunatiko nel 1996.

Fra i gruppi ultras nati nella città saccense figurano i Fedelissimi e le Teste matte 1988, entrambi attivi alla fine degli anni ottanta, e la Vecchia Guardia, il Gruppo Lunatiko, i Wolves e gli Indecenti negli anni novanta. Dal 2013 a guidare i cori della tifoseria è il gruppo della Nuova Guardia che ha scelto come simbolo un pitbull, a cui si sono aggiunti nel corso della stagione 2018/19, diversi storici elementi della Vecchia Guardia; lo stesso simbolo della Vecchia Guardia è ricomparso sulle cancellate dello stadio.

### Gemellaggi e rivalità

Lo scambio delle sciarpe tra un tifoso dello Sciacca e uno della.

Negli anni novanta nacque un forte legame fra i neroverdi e i biancoscudati della Nissa che diedero vita ad un gemellaggio delle due squadre.
La rivalità più accesa e sentita dai neroverdi è quella contro il Ribera, città confinante ai saccensi. 
Altre rivalità ci sono con i tifosi del Salemi, del Mazara, della Folgore e del Canicattì. Vi fu anche un certo malumore anche tra l'Atletico Catania e il club agrigentino nella metà degli anni ottanta, quando a causa della conduzione incerta del direttore di gara Introvigne, tra Pro Sciacca e il club catanese, provocò l'invasione di campo da parte dei tifosi saccensi.